# 祖式友兼
祖式 友兼（そしき ともかね）は、戦国時代の武将。石見国邑智郡祖式を本拠とする国人で、毛利氏の家臣。父は小笠原兼長。

## 生涯
小笠原兼長の次男として生まれたが、石見国邑智郡祖式に居住したため、「祖式」を苗字とした。
弘治2年（1556年）4月上旬、吉川元春が尼子晴久を抑えるために石見国に出陣した際に友兼もその軍に加わったことで毛利氏に帰属。
永禄2年（1559年）8月から9月にかけて、元就が本城常光の籠もる山吹城を攻撃するも落とせなかったため、祖式まで退陣し5、6日逗留した際には、友兼は無二の馳走をし元就の御書を与えられた。
本領である祖式が石見銀山に近接していたことから、石見銀山の押さえを主要な務めとしたため、他国への出陣には従軍しないことが多かったが、永禄4年（1561年）の門司城の戦いや、元亀元年（1570年）に毛利輝元が尼子勝久討伐のため出雲国へ出陣した際には従軍している。
没年は不詳。嫡男の元安が後を継いだ。